# 阿钙霞石
阿钙霞石或阿富汗石（英语：Afghanite），化学式为(Na,K)22Ca10[Si24Al24O96](SO4)6Cl6，是一种水合钠、钙、钾、硫酸盐、氯化物、碳酸盐铝硅酸盐矿物。阿钙霞石是钙霞石族的似长石，通常与方钠石族矿物一起出现。它形成蓝色至无色、通常为三方晶系的块状晶体。典型（对于钙霞石族）六方晶系的对称性降低是由于硅和铝的有序化所致。莫氏硬度为5.5至6，比重为2.55至2.65。其折射率值为nω=1.523和nε=1.529。它具有一个方向的完美解理，并呈现贝壳状断裂。它发出明亮的橙色荧光。

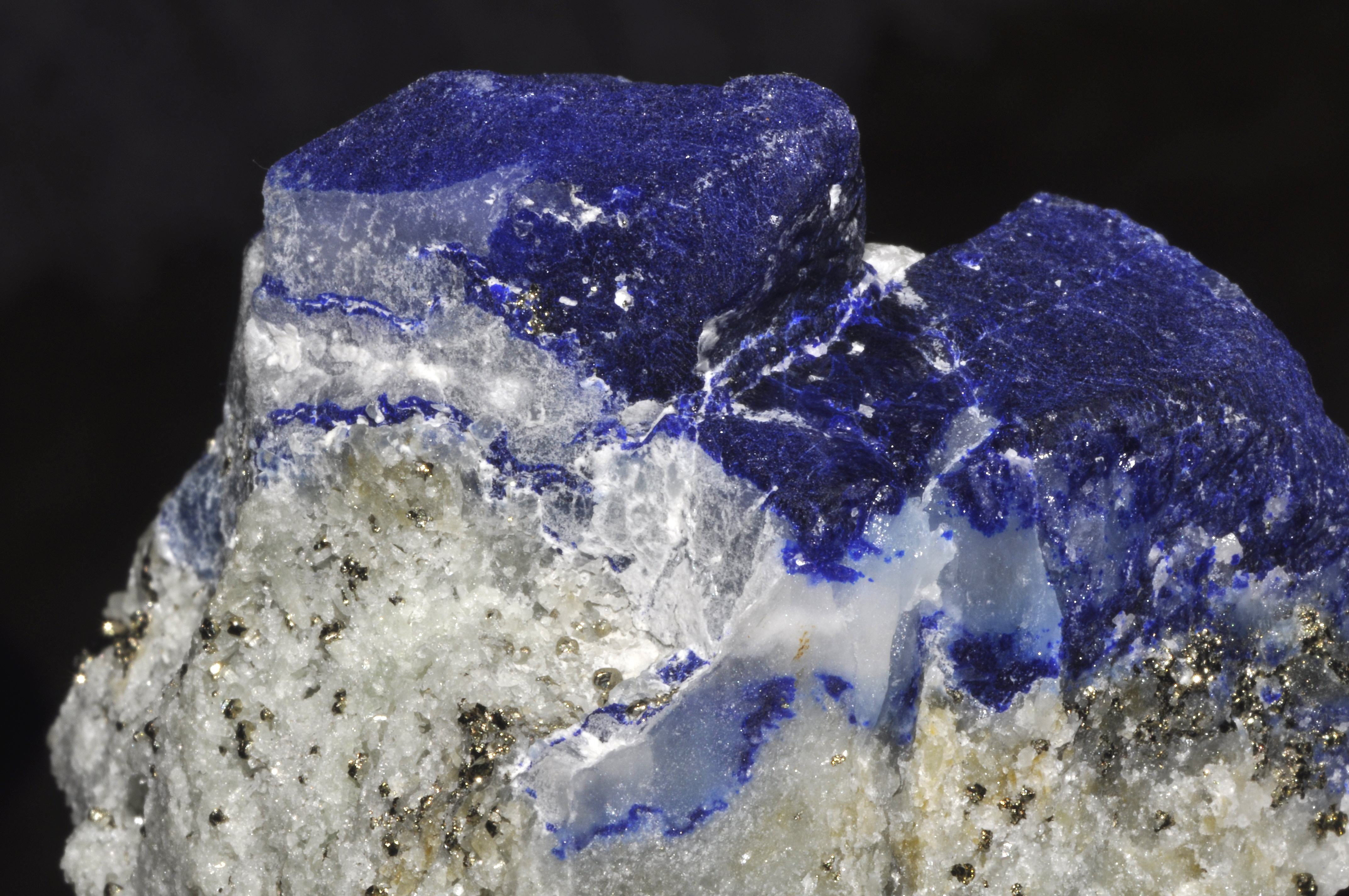
阿钙霞石

它于1968年在阿富汗巴达赫尚省Sar-e-Sang的青金岩矿中发现，并以该国命名。德国、意大利、塔吉克斯坦帕米尔山脉、西伯利亚贝加尔湖附近、纽约和纽芬兰等地也有描述。它以细脉形式出现在阿富汗地区的青金石晶体中以及意大利托斯卡纳皮蒂利亚诺浮岩内的蚀变石灰岩捕虏体中。
它被用作宝石。